# Baia de Atecru
Die Baia de Atecru liegt an der Bandasee, an der Westküste der zu Osttimor gehörenden Insel Atauro. Die Bucht ist nach dem in ihr liegendem Dorf Atecru benannt. Westlich wird die Bucht durch das Kap Ponta Tutolo begrenzt. Vor der Küste liegt ein Riff.